# Język doutai
Język doutai, także: taori, taori-so, tolitai – język papuaski używany w prowincji Papua w Indonezji, we wsi Toli-Dou na południowy zachód od miejscowości Taiyeve. Należy do rodziny języków Równiny Jezior.
Wyraźnie zagrożony wymarciem. Według danych z 2000 roku posługuje się nim 70 osób (Ethnologue informuje, że cała społeczność etniczna liczy 340 osób). Nie wykształcił piśmiennictwa.